# Караимская народная энциклопедия
Караимская народная энциклопедия (в шести томах) издавалась в Москве под редакцией и финансированием Михаила Сарача. Издание освещает  точку зрения  сторонников тюркской теории караимского происхождения  на их происхождение, культуру и религию. В данном издании использован не алфавитно-словарная, а логически-тематическая организация. Из десяти запланированных томов вышло шесть, издание было прекращено в связи со смертью М. Сарача.

## Тома
- Караимская народная энциклопедия. — Т. 1. Вводный. — М., 1995. — 247 с.
- Караимская народная энциклопедия. — Т. 2. Вера и религия. — Париж, 1996. — 171 с.
- Караимская народная энциклопедия. — Т. 3. Язык и фольклор караимов. — М., 1997. — 370 с.
- Караимская народная энциклопедия. — Т. 4. Происхождение крымских караев — М., 1998. — 184 с.
- Караимская народная энциклопедия. Академик АТН Ю. А. Полканов, М. Э. Хафуз, Р. А. Айваз, А. И. Очан, Э. И. Чауш; под ред. члена-корреспондента РАЕН М. М. Казаса. — Т. 5. Религия — Санкт-Петербург, 2006. — 448 с.
- Караимская народная энциклопедия. — Т. 6. (часть I). Караимский (карайский) дом. — М., 2000. — 268 с.
- Караимская народная энциклопедия. — Т. 6. (часть II). Караимский (карайский) дом. — Крым, 2007. — 396 с.